# Polyscias neraudiana
Espèce
Statut de conservation UICN

 CR D : 
En danger critique
Polyscias neraudiana est une espèce de plantes à fleurs du genre Polyscias et à la famille des Araliaceae. C'est une plante endémique de l'île Maurice. Cette espèce est menacée de disparition. On n'observe que quelques individus dans la région du plateau et dans la réserve naturelle du Pétrin.

## Source
- (en) Polyscias neraudiana